# Aghi astatici

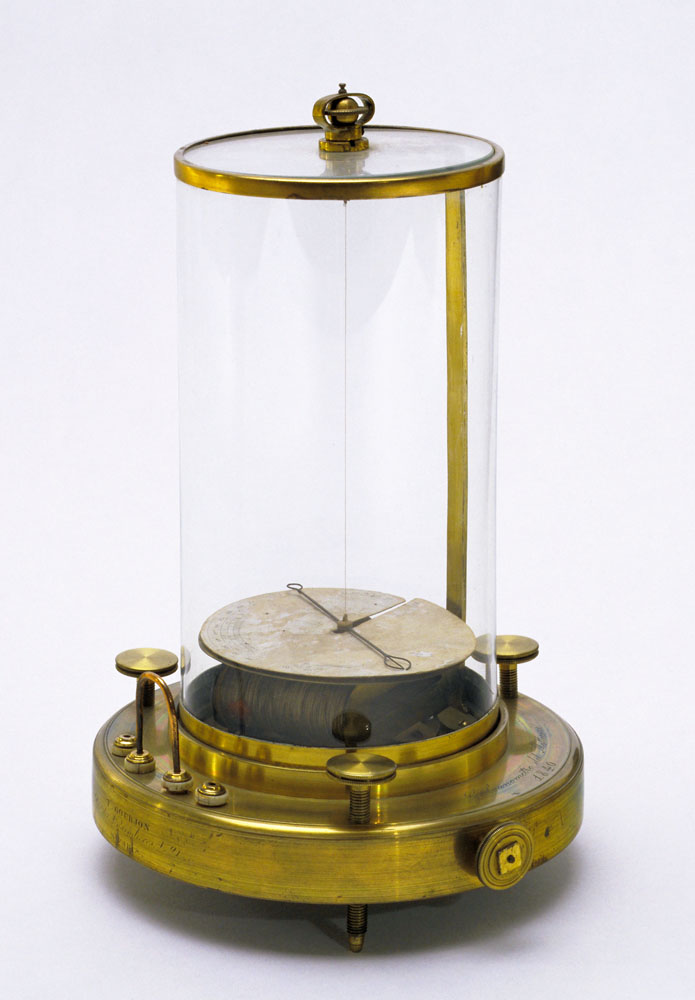
Il galvanometro astatico di tipo Nobili al Museo Galileo, Firenze.

Un sistema astatico è costituito da due aghi magnetici uguali e paralleli, orientati però con le polarità invertite.
Così disposto, il sistema non risulta influenzato dal campo magnetico terrestre; il magnetismo dei due aghi tende infatti a eliminarsi a vicenda. Per questo fenomeno gli aghi astatici furono molto utilizzati nei galvanometri.
Il galvanometro astatico fu inventato da Leopoldo Nobili nel 1825.